# Centrum mobilności w systemie Windows
Centrum mobilności w systemie Windows – komponent w systemach operacyjnych Windows począwszy od Windows Vista. Odpowiada za wyświetlanie oraz dopasowywanie ustawień funkcji związanych z komputerami przenośnymi.

## Historia
Komponent po raz pierwszy zaprezentowano w 2004 roku na Windows Hardware Engineering Conference. Bazował na interfejsie składnika Activity Center, wywodzącego się z porzuconego projektu Windows Neptune. Ostatecznie został on dołączony w trakcie prac nad systemem Windows Vista, ówcześnie znanym jako Longhorn.

## Funkcje
Interfejs Centrum mobilności składa się z kilku kafelków przedstawiających informacje dotyczące poszczególnych funkcji, takich jak poziom głośności, stan zasilania baterii i aktywny plan zasilania, ustawienia jasności ekranu oraz stan połączenia bezprzewodowego i siły sygnału. Zawartość kafelków zależna jest od konfiguracji sprzętowej komputera oraz zainstalowanych sterowników.
Centrum mobilności dostępne jest w Panelu sterowania, a także po wciśnięciu klawiszy ⊞ Win+X w Windows Vista i 7. Domyślnie moduł nie działa na komputerach stacjonarnych, jednak użytkownik może z niego skorzystać po zmodyfikowaniu Rejestru.
Centrum mobilności może być rozbudowywane; Original Equipment Manufacturer może zmienić interfejs dodając do niego dodatkowe kafelki w oparciu o dany sprzęt. Pojedynczy producenci także mogą dodawać swoje moduły, aczkolwiek nie jest to wspierane przez Microsoft.